# Caryophyllia calveri
Espèce
Statut CITES
Caryophyllia calveri est une espèce de coraux appartenant à la famille des Caryophylliidae.